# Бад Лаузик
Бад Лаузик (њем. Bad Lausick) град је у њемачкој савезној држави Саксонија. Једно је од 41 општинског средишта округа Лајпциг. Према процјени из 2010. у граду је живјело 8.672 становника. Посједује регионалну шифру (AGS) 14729010.

## Географски и демографски подаци
Бад Лаузик се налази у савезној држави Саксонија у округу Лајпциг. Град се налази на надморској висини од 164 метра. Површина општине износи 69,8 km². У самом граду је, према процјени из 2010. године, живјело 8.672 становника. Просјечна густина становништва износи 124 становника/km².